# Ernst Karchow

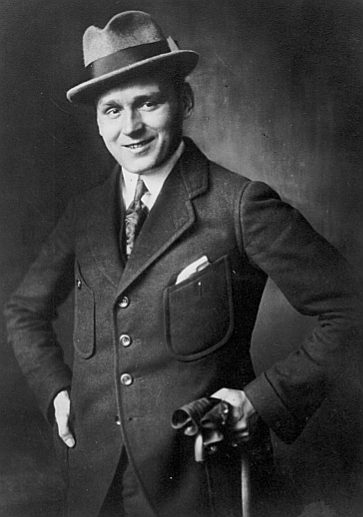
Ernst Karchow

Ernst Günther Karchow (* 23. September 1892 in Berlin; † 7. Oktober 1953 ebenda; auch vereinzelt als Ernest Karchow geführt) war ein deutscher Schauspieler, Regisseur, Theaterintendant und Hörspielsprecher.

## Leben
Ernst Karchow wurde als Sohn des Kaufmanns und Schauspielers Albert Rudolph Karchow geboren. Er absolvierte eine Ausbildung an der von Max Reinhardt gegründeten Schauspielschule des Deutschen Theaters in Berlin. Erste Rollen spielte er am Deutschen Theater und an Theatern in Wien. Von 1914 bis 1918 nahm er als Soldat am Ersten Weltkrieg teil. Ab 1919 erhielt er ein Engagement an die Städtischen Bühnen in Frankfurt. Ab 1923 war er an Bühnen in Berlin (Lessingtheater, Hebbel-Theater und Volksbühne), ab 1935 auch als Oberspielleiter, tätig. Nach Ende des Zweiten Weltkriegs folgte ein erneutes Engagement in Frankfurt. Mit der Spielzeit 1948/1949 wurde Ernst Karchow Intendant an den Kammerspielen in Bremen. Von 1950 bis 1953 hatte er die künstlerische Leitung an der Freien Volksbühne Berlin inne.
Ab dem Jahr 1927 wirkte Ernst Karchow in verschiedenen Filmproduktionen überwiegend in Nebenrollen mit. Darunter befand sich der nationalsozialistische Propagandafilm Verräter aus dem Jahr 1936 von Karl Ritter. Er spielte aber auch in Historien- und Unterhaltungsfilmen wie 1935 Lady Windermeres Fächer in der Regie von Heinz Hilpert mit Lil Dagover, Walter Rilla und Fritz Odemar, Der alte und der junge König von Hans Steinhoff mit Emil Jannings, Werner Hinz und Carola Höhn und 1937 Fridericus von Johannes Meyer mit Otto Gebühr, Hilde Körber und Käthe Haack. Zudem war er an den Filmen Leb wohl, Christina und Das Leben geht weiter beteiligt, die als unvollendete Filme gelten, da die Dreharbeiten vor Ende des Zweiten Weltkriegs nicht mehr fertiggestellt werden konnten. Seine letzte Rolle in einem Spielfilm verkörperte er in Die Nacht der Zwölf von Hans Schweikart mit Ferdinand Marian und Rudolf Fernau, der als Überläufer im Jahr 1949 uraufgeführt wurde, da dieser erst nach Ende des Zweiten Weltkrieges fertiggestellt werden konnte. Karchow stand 1944 in der Gottbegnadeten-Liste des Reichsministeriums für Volksaufklärung und Propaganda.
Er arbeitete auch als Sprecher in einigen Hörspielproduktionen mit. In einer Hörspieladaption des Schauspiels Die Spieldose von Georg Kaiser führte er zusätzlich auch die Regie.
Ernst Karchow war seit 1924 mit der Schauspielerin Erika Burgin verheiratet. Er starb am 7. Oktober 1953 in Berlin-Wilmersdorf.

## Filmografie
- 1927: Gewitter über Gottland (Kurzfilm)
- 1929: Wir halten fest und treu zusammen
- 1931: Kinder vor Gericht
- 1931: Der Hauptmann von Köpenick
- 1932: Mieter Schulze gegen Alle
- 1933: Inge und die Millionen
- 1934: Gold
- 1935: Der alte und der junge König
- 1935: Mein Leben für Maria Isabell
- 1935: Lady Windermeres Fächer
- 1935: Einer zuviel an Bord
- 1935: Mazurka
- 1936: Verräter
- 1937: Fridericus
- 1937: Sherlock Holmes
- 1937: Patrioten
- 1937: Heimweh
- 1937: Unternehmen Michael
- 1938: Der Fall Deruga
- 1939: Das Lied der Wüste
- 1940: Mädchen im Vorzimmer
- 1941: Frau Luna
- 1941: Quax, der Bruchpilot
- 1941: Alarmstufe V
- 1942: Fronttheater
- 1942: Der große Schatten
- 1942: Fünftausend Mark Belohnung
- 1943: Du gehörst zu mir
- 1943: Damals
- 1943: Tonelli
- 1943: Gefährlicher Frühling
- 1944: Der Majoratsherr
- 1944: Träumerei
- 1944/49: Die Nacht der Zwölf
- 1945: Die Brüder Noltenius
- 1945: Leb’ wohl, Christina (unvollendet)
- 1945: Das Leben geht weiter (unvollendet)

## Theater

### Schauspieler
- 1933: Carl Zuckmayer: Schinderhannes (Kumpan von Schinderhannes) – Regie: Heinz Hilpert (Volksbühne am Bülowplatz Berlin)
- 1933: Elisabeth Castonier: Die Sardinenfischer (Monsieur) – Regie: Rudolf Zindler (Volksbühne am Bülowplatz Berlin)

### Regisseur
- 1950: Per Schwenzen: Karthagische Komödie – (Theater am Kurfürstendamm Berlin)

## Hörspiele
- 1948: Worpsweder Hirtenspiel
- 1949: Medea
- 1949: Menschliche Komödie
- 1949: Das Bergwerk von Falun
- 1949: Der Mann im Fahrstuhl
- 1949: Die Spieldose (auch als Regisseur)
- 1949: Das Zeitalter der Angst
- 1949: Drei alte Männer
- 1949: Ein Hirtengedicht in unserer Zeit

## Ehrungen
- 1937 Ernennung zum Staatsschauspieler (Verleihung durch Adolf Hitler, der anlässlich des Jahrestages der „Machtergreifung“ 1937 mehrere Künstler mit Titeln auszeichnete[5])